# Nicola Piepoli
Nicola Piepoli (Torino, 7 settembre 1935) è un sondaggista e imprenditore italiano.

## Biografia
Laureato in Giurisprudenza nel 1958 all'Università degli Studi di Torino con 110, si è specializzato in ricerche psicologico-creative presso l'Università di Buffalo.
Nel 1965 ha fondato l'Istituto di Ricerche di Mercato CIRM, di cui è rimasto presidente fino alla cessione dell'azienda al gruppo HDC avvenuto nel 2002. Nel 1970 ha fondato l'Ipsoa assieme ad alcuni docenti dell'Università Bocconi. Nel 2003 ha fondato l'Istituto Piepoli e ne è divenuto presidente. Ricopre il ruolo di professore associato di Statistica all'Università degli Studi di Padova.
È noto come sondaggista.
Piepoli è conosciuto nel panorama delle metodologie e delle tecniche di creatività applicata per aver realizzato con Hubert Jaoui le prime carte creative, carte da gioco simboliche che evocano per analogia nuove associazioni di idee, anticipando i successivi studi sulla serendipità.

## Opere
- Il grido di Archimede - tecniche per migliorare la creatività (Eureka, Milano, 1966).
- Dizionario Creativo (Mondadori, Milano 1980)
- Coautore con Cimenti A., L'Opinione degli Italiani (Sperling & Kupfer, Milano ed. 1994, 1995, 1996, 1997)
- Coautore con Amadori A., Come essere Creativi (Sperling & Kupfer, Milano 1997).
- Si cambia! (Rizzoli, Milano ed. 1995, 1996)
- La giornata magica (Rizzoli, Milano 1996)
- Coautore con Amadori A., Creatività in azione (Sperling & Kupfer, Milano 1997)
- Calendario 2000. 366 consigli di Nicola Piepoli per iniziare bene il millennio (Giunti, Firenze 1999)
- Trilogia creativa (Giunti, Firenze 2000)
- Coautore con Amadori A., Come conquistare un posto di lavoro. Il curriculum, i test, i questionari, il colloquio di selezione (Il Sole 24ore, Milano 2001)
- Coautore con Amadori A., Merlini R., Affrontare il colloquio di lavoro: i consigli e le tecniche per presentarsi con successo, l'intervista vincente in 50 domande e risposte (Il Sole24ore, Milano 2001)
- Coautore con Amadori A., Essere vincenti nell'era della flessibilità: come sfruttare al meglio i nuovi scenari del mondo del lavoro, i suggerimenti per non passare inosservati (Il Sole 24ore, Milano 2001).
- Coautore con Amadori A., Strumenti e strategie di successo : dal curriculum alla lettera di marketing: come organizzarsi per emergere sul mercato. Test: conoscerli per affrontarli al meglio (Il Sole24ore, Milano 2001)
- Coautore con Amadori A., Chi ben comincia (Sperling & Kupfer, Milano 2002)
- Coautore con Baldassari R., L'Opinione degli italiani – Annuario 2008 (Franco Angeli Editore, Milano 2007) (ISBN 9788846492418).
- Coautore con Baldassari R., Roma09. Impatto socio-economico dei Mondiali di Nuoto sulla Regione Lazio, sulla Provincia e sul Comune di Roma (Franco Angeli Editore, Milano 2008)
- Coautore con Baldassari R., La mobilità nel Lazio (Aton Edizioni, Roma 2008) (ISBN 8890189320).
- Coautore con Baldassari R., L'Opinione degli italiani – Annuario 2009 (Franco Angeli Editore, Milano 2009) (ISBN 9788856803969)
- Coautore con Baldassari R., Turismo. Impatto economico-occupazionale su Roma e Provincia (Aton Edizioni, Roma 2009) (ISBN 8890189347).
- Coautore con Baldassari R., 65+. Analisi sulla condizione di vita dopo i 65 anni (Aton Edizioni, Roma 2009) (ISBN 8890189339).
- Coautore con Baldassari R., Regione Lazio: i servizi per il cittadino. Rapporto 2009 (Aton Edizioni, Roma 2009) (ISBN 8890189363).
- Coautore con Baldassari R., L'Opinione degli italiani – Annuario 2010 (Franco Angeli Editore, Milano 2010) (ISBN 9788856817447).
- Coautore con Baldassari R., L'Opinione degli italiani – Annuario 2011 (Franco Angeli Editore, Milano 2011) (ISBN 9788856837810).
- Coautore con Baldassari R., Dizionario Creativo – Aforismi, pensieri e tecniche per stimolare la creatività (ScriptaWeb, Napoli 2011) (ISBN 9788863811896).
- Coautore con Baldassari R., L'Opinione degli italiani – Annuario 2012 (ScriptaWeb, Napoli 2012) (ISBN 9788863811414).
- Coautore con Baldassari R., L'Opinione degli italiani – Annuario 2013 (Alton edizioni 2013) (ISBN 9788890909306).
- Coautore con Amadori A., Baldassari R., Brambilla D., Dizionario creativo – Percorsi, tracce, idee e spunti per risolvere i problemi (Aton edizioni, 2013) (ISBN 9788890909313).
- Coautore con Gigliuto L., L'Opinione degli italiani – Nel primo ventennio degli anni 2000 (Franco Angeli Editore, Milano 2020) (ISBN 9788891799272).